# Brug 414

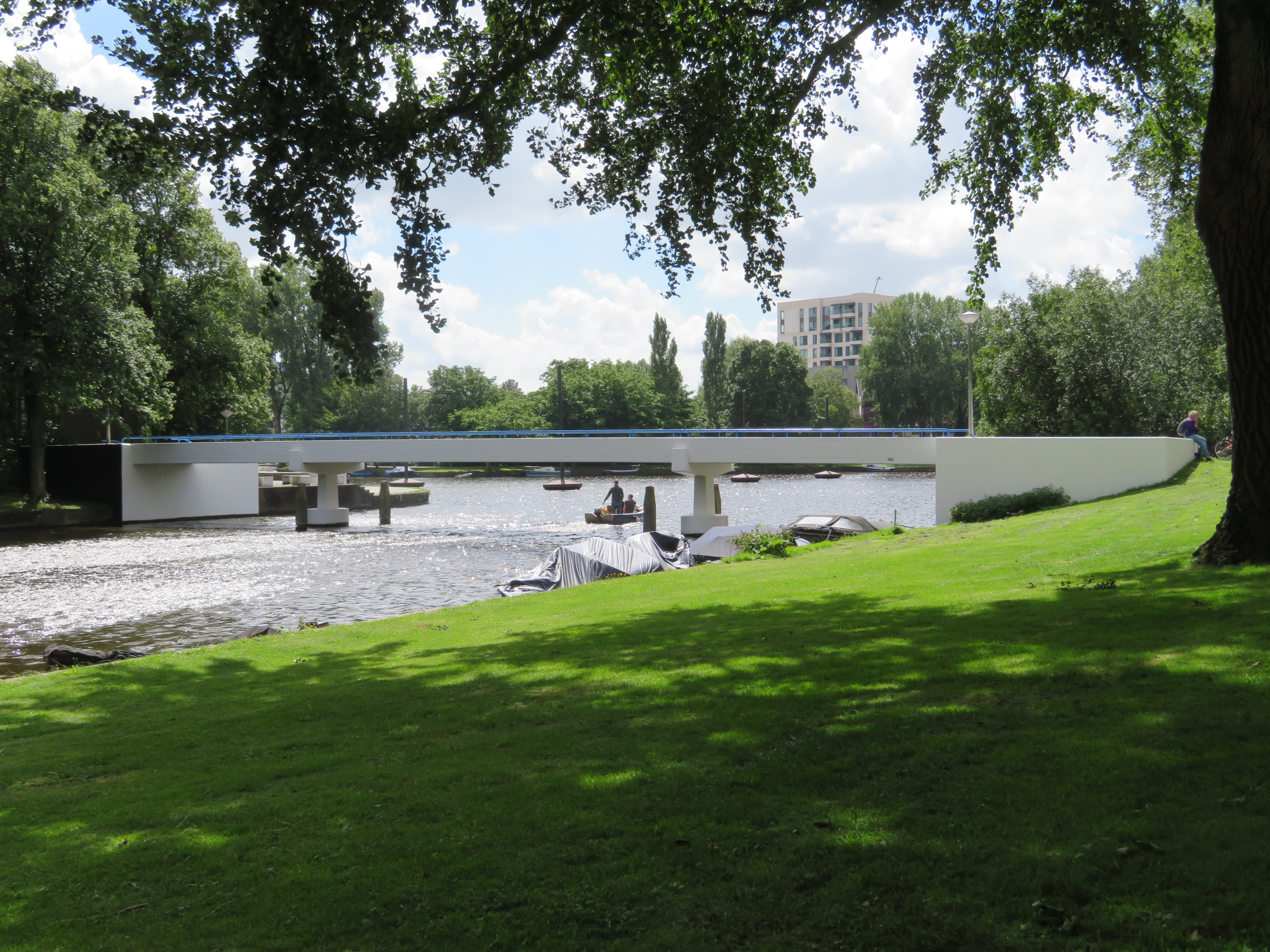
Brug 414 (augustus 2017)

Brug 414 is een vaste brug in Amsterdam-Zuid.
De brug is gelegen over het Zuider Amstelkanaal. Ze ligt zuidwaarts in het verlengde van de Achillesstraat en verbindt tevens de Stadionkade en de Locatellikade, respectievelijk noord- en zuidkade van genoemd kanaal. De brug is alleen toegankelijk voor voetgangers en voetgangers met fietsen aan de hand. Op beide landhoofden zijn trappen te vinden met wielgleuven.
De plannen voor een brug hier in de omgeving maken deel uit van het Plan Zuid van Hendrik Petrus Berlage. De brug was geprojecteerd in het verlengde van de Agamemnonstraat. In 1931 was echter al besloten dat de brug voor de Achillesstraat kwam te liggen. Ze zou aangelegd worden in een pakket van acht bruggen voor een prijs van 1.150.000 gulden. De economische crisis zat spoedige oplevering van de brug in de weg, wel werd geopperd om de bouw te laten plaatsvinden in het kader van de bestrijding van de werkloosheid in Amsterdam; het is dan 1934. De gemeenteraad moest kiezen voor dringender zaken om aan te pakken en schoof deze brug op de lange baan.
Een voor een werden de bruggen gebouwd tot in de Tweede Wereldoorlog aan toe. De bruggen zouden eerst van beton worden gebouwd, maar dat bouwmateriaal was tijdens die oorlog schaars, dus werd gekozen voor baksteen. De bouw van deze brug werd keer op keer uitgesteld, mede gezien het feit dat er aan de overzijde (Locatellikade) nog geen bebouwing was. Dat veranderde met de bouw van het Spinozalyceum, waarvan de eerste heipaal op 28 mei 1955 de grond in ging. Vlak daarvoor besteedde de gemeente Amsterdam de bouw van twee voetbruggen aan, deze brug 414 voor de Achillesstraat en brug 421 voor de Jasonstraat. De bouwprijs was voor die twee bruggen tezamen ruim 200.000 gulden.
Amsterdam liet destijds haar bruggen nog ontwerpen door de Dienst der Publieke Werken waarbij Dick Slebos en Dirk Sterenberg verantwoordelijk waren voor het esthetisch gedeelte. Deze brug van Slebos is geheel van beton en ziet er kubistisch uit, hetgeen nog wordt versterkt door de betonnen balken in aanloop naar de brug. De handtekening van Slebos en/of Sterenberg (ze werkten vaak samen) is terug te vinden in de ranke blauwe leuningen op de betonnen balustraden. Brug 414 was al klaar toen men nog bezig was met de afbouw van de school. Nadien hebben er vermoedelijk geen werkzaamheden aan de brug plaatsgevonden.
<<< · 400 · 401 · 402 · 403 · 404 · 405 · 406 · 407 · 408 · 409 · 410 · 411 · 413 · 414 · 415 · 416 · 417 · 418 · 419 · 420 · 421 · 422 · 423 · 424 · 425 · 427 · 429 · 430 · 431 · 432 · 433 · 434 · 435 · 436 · 437 · 438 · 439 · 440 · 441 · 442 · 443 · 444 · 445 · 446 · 447 · 448 · 449 · 450 · 451 · 452 · 453 · 454 · 455 · 456 · 457 · 458 · 459 · 460 · 461 · 462 · 463 · 464 · 465 · 466 · 469 · 470 · 471 · 472 · 473 · 474 · 475 · 476 · 478 · 479 · 480 · 482 · 483 · 485 · 486 · 487 · 488 · 489 · 490 · 491 · 492 · 493 · 494 · 495 · 496 · 497 · 499 · >>>
Brugnummers 412, 426, 428, 467, 468, 477, 481, 484 en 498 zijn niet (meer) vergeven.